# Conrado de Parzham
Conrado de Parzham, cujo nome de nascença era Johann Birndorfer, foi um santo canonizado pela Igreja Católica em 1934 pelo Papa Pio XI e que, por quarenta anos, exerceu a função de porteiro do antigo santuário de Nossa Senhora das Mercês de Altötting.

## Vida e obras
Era filho de George Birndorger e Gertrude Niedermayer, e era o nono de dez irmãos, filhos de um fazendeiro e trabalhou como trabalhador braçal na fazenda de seu pais na Baviera. Johann ingressou como irmão leigo da Ordem dos Capuchinhos e, a partir daí, tomou o nome de "Conrad".
Imediatamente a sua profissão, ele foi enviado para o mosteiro de Santa Ana na cidade de Altötting, conhecido por seu tempo à Nossa Senhora das Mercês. Conrado ali recebeu a posição de porteiro do templo, que manteve até a sua morte. Por ser uma cidade grande e agitada, o trabalho de frade porteiro pode se tornar bastante complicada e Conrad era conhecido por sua diligência na tarefa, de poucas palavras, mas muita disposição para ajudar os pobres, necessitados e todos que vinham até ali em busca de ajuda. 
Conrad amava o silêncio de uma forma especial. Seus momentos livres durante o dia se passavam num recanto perto da porta de onde ele conseguia ver e admirar o Santíssimo Sacramento. Durante a noite, ele se privava de diversas horas de sono para rezar, seja no oratório dos frades ou na igreja. A tradição afirma que ele jamais descansava, ocupando-se sempre com obras e exercícios devocionais. 
Suas virtudes heróicas e os milagres que ele realizou foram suficientes para que ele fosse beatificado e canonizado pelo papa Pio XI em 1930 e 1934 respectivamente.

## Influência
A história de sua vida exerceu influência na formação do então jovem Joseph Ratzinger, que sobre ele assim se expressa:
| “ | Naquele homem humilde e profundamente bondoso achávamos personificado, e levado pela fé às suas mais belas possibilidades, o que há de melhor em nosso povo. Mais tarde refleti muitas vezes sobre a curiosa coincidência de que a Igreja, no século do progresso e da crença na ciência, se achasse mais bem representada em pessoas muito simples, em Bernadete de Lourdes ou mesmo no irmão Konrad, que nem pareciam ter sido atingidos pelas correntes históricas de seu tempo. (...) seria um sinal de que também hoje a clara visão do essencial foi dada aos pequeninos, aquela visão que com tanta freqüência fica ocultada aos sábios e entendidos (cf. Mt. 11, 25)? Acho que esses santos "pequeninos" são justamente um grande sinal para o nosso tempo, um sinal que me comove, quanto mais eu vivo com e dentro dele. | ” |
|   | — Joseph Ratzinger. |   |